# Avenida Eduardo Madero
La avenida Eduardo Madero es una concurrida arteria vial de la Ciudad de Buenos Aires, Argentina.

## Características
Se ubica en la zona del Bajo, sirviendo de límite entre Puerto Madero, y los barrios de San Nicolás y Retiro. 
Con una orientación sur-norte, corre paralelamente a las avenidas Leandro N. Alem y 9 de julio.
Desde 2018, el sentido de circulación vehicular en todo su recorrido es en numeración descendente, es decir, de norte a sur.

## Recorrido
La avenida se inicia en el Parque Colón, en los jardines traseros a la Casa Rosada, siendo continuación de la Avenida Ingeniero Huergo desde la Avenida de la Rábida.
Recorre 13 cuadras en la zona de El Bajo entre la City porteña y Puerto Madero.
En la intersección con la tradicional Avenida Corrientes se encuentra el Instituto Tecnológico de Buenos Aires y el estadio Luna Park.
Al cruzar la Avenida Córdoba ingresa al barrio de Retiro, transcurriendo al costado de la zona de oficinas comerciales conocida como Catalinas Norte, para luego finalizar en la Plaza Fuerza Aérea Argentina.

## Intersecciones y lugares de referencia
A continuación se muestra un mapa esquemático del recorrido, mostrando los edificios y todos los cruces de calles presentes en esta avenida.
|  |  | RMCONTg |

|  |  | RM | lNAT |

|  | STRq | RMKRZ | STRq |

|  | BUILDING | RM |  |

|  | ARCH | RM |  |

|  | RMCONTgq | RMKRZ | RMq |

|  | BUS | RM | STADIUM |

|  | STRq | RMKRZ | CONTfq |

|  |  | RMTEEaq | CONTfq |

|  | CONTgq | RMKRZ | STRq |

|  | RMq | RMKRZ | RMCONTfq |

|  |  | RM | BUILDING |

|  |  | RM | BUILDING |

|  |  | RM | BUILDING |

|  |  | RM | BUILDING |

|  |  | RM | BUILDING |

|  |  | RM |

|  |  | RM | BUILDING |

|  | STRq | RMKRZ | STRq |

|  |  | STR | BUILDING |

## Toponimia
La avenida recibe el nombre de Eduardo Madero, quien fuera un ingeniero y comerciante argentino del siglo XIX. Es recordado principalmente por ser el promotor del proyecto para el Puerto de Buenos Aires que llevaría su nombre: Puerto Madero.